# Monarchos
Monarchos, född 9 februari 1998, död 22 oktober 2016, var ett engelskt fullblod, mest känd för att ha segrat i Kentucky Derby (2001).

## Karriär
Monarchos var en grå hingst efter Maria's Mon och under Regal Band (efter Dixieland Band). Han föddes upp av James D. Squires och ägdes av John C. Oxley. Han tränades under tävlingskarriären av John T. Ward Jr..
Monarchos tävlade mellan 2000 och 2002, och sprang in 1 720 830 dollar på 10 starter, varav 4 segrar, 1 andraplats och 3 tredjeplatser. Han tog karriärens största seger i Kentucky Derby (2001). Han segrade även i Florida Derby (2001).
Då Monarchos segrade i Kentucky Derby på tiden 1:59.97 över 1 1⁄4 miles, blev han den andra hästen i Derbys historia att vinna löpet på under 2 minuter, tillsammans med 1973 års Triple Crown-vinnare Secretariat, som segrade på tiden 1:592⁄5 (vid den tiden var löpet tidsbestämt till en femtedel av en sekund snarare än till en hundradels sekund). Till 2021 har ingen häst sedan Monarchos segrat på en tid under två minuter.
Efter tävlingskarriären stallades Monarchos upp som avelshingst på Claiborne Farm. Hans mest framgångsrika avkomma Informed Decision, som segrade i Breeders' Cup Filly & Mare Sprint 2009. I april 2011 opererades Monarchos för kolik vid Hagyard Equine Medical Institute.
Den 22 oktober 2016 avled Monarchos vid 18 års ålder efter att ha genomgått en operation av en sprucken tarm.